# Милан Ђоковић
Милан Ђоковић (Београд, 26. мај 1908 — Београд, 5. децембар 1993) био је српски и југословенски књижевник, новинар, драмски писац, преводилац и управник институција културе. Ђоковић је био директор Драме Народног позоришта(1946—1960) управник Коларчевог универзитета (1961—1970) и управник Југословенског драмског позоришта (1970—1974) у Београду.

## Биографија
Основну школу, гимназију и Филозофски факултет (група за југословенску књижевност) завршио је у Београду 1934. Књижевну активност започео је као гимназијалац. У Другој београдској гимназији био је уредник ђачког листа „Покушај“, у којем је, као и у „Венцу“, објавио прве радове. У редакцију београдског дневног листа „Правда“ ушао је 1928, најпре као репортер, а убрзо и као уредник, и ту остао до 1940.
У раздобљу између ратова објављено му је и изведено на сцени више драмских дела: Бродоломници (1932), Договор кућу гради (1934), Један човек мање (1935) и као заједничка дела са Радомир Плаовићем – Вода са планине (1938), Растанак на мосту (1939), Кад је среда – петак је (после премијере, 1940, забрањено и скинуто са репертоара Народног позоришта у Београду). Заједно са Пјером Крижанићем био је уредник хумористичког листа „Ошишани јеж“ од 1938. до избијања Другог светског рата. Његове чланке и књижевне прилоге објављивали су, у раздобљу између два рата, дневни лист „Правда“ и часописи „Мисао“, „Српски књижевни гласник“ и „Наша стварност“. Током ратних година оженио се са глумицом Дивном Радић.
За време окупације није учествовао у јавном животу. После ослобођења Београда (1944) био је у екипи новинара који су обновили дневни лист „Политика“. Постављен је 1946. за директора прве глумачке школе у ослобођеној земљи (Драмски студио при Народном позоришту), а у мају 1947. постао је директор Драме Народног позоришта у Београду. На тој дужности остао је до 1960, обављајући и низ других задатака: написао је пледоаје за отварање високе позоришне школе (Академије) са предлогом плана и програма (1947), био је уредник часописа „Позориште“ (1947/48), драматизовао је и режирао у Народном позоришту низ дела. (Његова режија Станоја Главаша Ђуре Јакшића, 1949, награђена је другом наградом Владе ФНРЈ.
По сопственој молби разрешен је дужности директора Драме и постављен за самосталног саветника Савета за културу СР Србије (1960-1961). За управника Коларчевог народног универзитета постављен је 1961. Током деценије у којој је био на челу ове значајне културне институције обновљена је зграда, развијен је и обогаћен садржај рада и учвршћен углед Коларчевог народног универзитета. Крајем 1970. постао је управник Југословенског драмског позоришта и на тој тешкој и сложеној дужности успешно остао до пензионисања, септембра 1974.
Поред основних радних обавеза, активно је учествовао у друштвеном животу: био је члан Управе и један од секретара Удружења књижевника Србије, председник Културно-просветне заједнице Београда, председник Културно-просветне заједнице Србије, председник Српске књижевне задруге, председник Издавачког савета „Нолита“, председник Одбора Вуковог сабора, председник Савета Великог школског часа у Крагујевцу, одборник општине Стари град и одборник Скупштине града Београда, члан Извршног одбора ССРН Београда и члан Извршног одбора ССРН Србије, члан председништва и потпредседник Одбора Андрићеве задужбине. За то време успевао је, истина нешто успоренијим ритмом, да настави своју књижевну и преводилачку активност. Одмах после рата Државни издавачки завод Југославије објавио је Систем К. С. Станиславског у Ђ. преводу и са његовим опсежним предговором (1945). У овом раздобљу објавио је неколико драмских дела: Раскрсница (1951), Кућа од карата (1952), Љубав (1958), Спасилац (радио-комедија, 1963), Празно небо (1975) и Наследници (часопис „Сцена“, 1984). „Нолит“ му је 1961. објавио роман Девет ноћи до зоре, а три године касније опсежну историјско-књижевну студију Бранислав Нушић. Објавио је и више запажених есеја у зборницима и часописима. Од осталих његових превода, објављених у раздобљу после Другог светског рата, ваља поменути: преводе драма у Сабраним делима Максима Горког (Јегор Буличов, Малограђани, На дну, На летовању, Зикови, Лажан новац, Старац, Деца сунца, Последњи и Васа Железнова, 1947-1951), редакцију превода Толстојевог романа Рат и мир, који су сачинили О. Глушчевић и М. Глишић, превод романа Достојевског Злочин и казна (1981) и друге.

## Признања
Између осталих многобројних признања за друштвени рад, добио је:
- Вукова награда
- Орден заслуга за народ са златном звездом
- Октобарске награде града Београда (1973)
- Седмојулска награда (1986)